# Bassin de réception

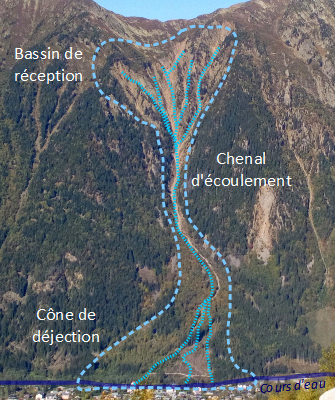
Schéma d'un système torrentiel dans les Alpes françaises. De haut en bas, bassin de réception, canal d'écoulement et cône de déjection.

Le bassin de réception, ou entonnoir de réception, est la plus haute partie d’un torrent, où les eaux se rassemblent.